# Leucochrysa clara
Leucochrysa clara är en insektsart som först beskrevs av Robert McLachlan 1867.
Leucochrysa clara ingår i släktet Leucochrysa och familjen guldögonsländor. Inga underarter finns listade i Catalogue of Life.